# КИ Клаксвик

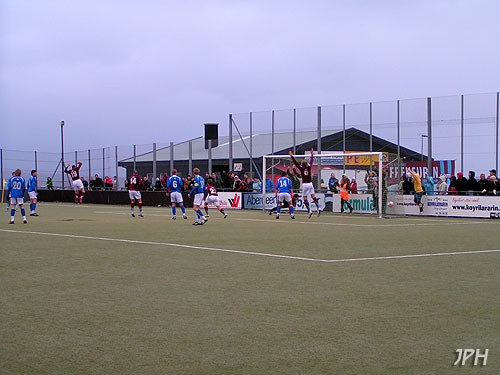
Игроки «Клаксвика» в гостевом матче против клуба «АБ Аргир»
(16 сентября 2007)

«КИ Клаксвик» (фар. Klaksvíkar Ítróttarfelag) — фарерский футбольный клуб из города Клаксвуйк, остров Борой. Клуб основан 24 августа 1904 года. Домашним стадионом клуба является «Инжектор Арена» общей вместительностью 2 600 зрителей. «КИ» является одним из самых титулованных клубов Фарерских островов.

## История клуба
24 августа 1904 года в городе Клаксвуйк был основан местный спортивный клуб для игры в теннис. Свой первый футбольный матч команда сыграла в 1911 году в гостевой встрече против клуба «ХБ» из Торсхавна, впоследствии главного соперника «КИ» в чемпионате. В своем первом матче команда уступила оппоненту со счетом 0:5.
С того момента клуб выступал в любительских футбольных турнирах страны, пока в начале 1940-х годов не был образован полноценный футбольный чемпионат.
«КИ» является вторым клубом островов по числу завоеванных титулов в рамках местного чемпионата, уступая лишь клубу «ХБ» из Торсхавна: 17 чемпионских титулов в общей сложности и ещё 11 раз клуб становился серебряным призёром.
Помимо завоеванных трофеев, клуб считается одним из первых футбольных команд Фарерских островов. «КИ» принимал участие в розыгрыше самого первого фарерского чемпионата: чемпионата 1942 года.
Первый розыгрыш национального первенства ввиду малого количества заявившихся команд был проведен по кубковой системе «нокаут» (игры на вылет). Команда дошла до финала турнира, где обыграла клуб «ТБ» из Твёройри со счетом 4:1. Таким образом, «КИ» стал первым чемпионом национального футбольного первенства.
Впоследствии «КИ» зарекомендовал за собой статус сильнейшей футбольной команды островов, неизменно становясь победителем чемпионата. В период с 1945-го по 1970-й годы «КИ» в общей сложности 13 раз становился победителем национального первенства, причем лучшие времена клуба пришлись на 1950-е годы, когда команда шесть раз брала чемпионский кубок (три раза подряд в первой и второй половине 1950-х).
После этого результаты клуба пошли на спад, однако уже во второй половине 1960-х клуб вернул утраченную гегемонию в чемпионате, пять раз подряд выиграв чемпионский титул.
Но наиболее драматичным был, пожалуй, сезон 1972 года, когда лишь в последнем туре чемпионата «КИ» смог стать чемпионом.
10 сентября 1972 года был сыгран один из самых важных матчей в истории клуба. Подойдя к последнему туру с отрывом в один балл от принципиального соперника «ХБ» из Торсхавна, в последней игре чемпионата «КИ» устраивала ничья для оформления чемпионства. С главным оппонентом в борьбе за титул «КИ» и должен был разыграть чемпионское звание. К последнему туру обе команды подошли почти в равных условиях, без единого поражения в активе. В «золотом матче» «КИ» отстоял необходимую ничью и вновь стал чемпионом, в 15-й раз в истории.
Начиная с сезона 1976 национальное футбольное первенство стало именоваться «1. Deild» (Первый дивизион), сменив прежнее название «Meistaradeildin».
Драматичное чемпионство 1972 года на долгое время прервало гегемонию клуба в местном чемпионате. Команду постиг тяжелый длительный кризис. Почти двадцать лет клуб не мог стать чемпионом лиги. Лишь в сезоне 1991 года «КИ» наконец вновь стал победителем национального турнира, вернув чемпионский титул спустя 19 лет от последнего триумфа.
Сезон 1991 был одним из самых сложных чемпионских сезонов клуба. Затянувшийся игровой кризис команды, длившийся почти 20 лет, давал о себе знать в течение всего сезона. Тем не менее, «КИ» вопреки прогнозам стал победителем турнира и вернул утраченный чемпионский титул, обойдя по дополнительным показателям клуб «Б-36» из Торсхавна, ставшего в итоге вторым.
19-летний нападающий клуба Тоди Йонссон стал главным открытием того сезона, наряду с форвардом Уни Арге став лучшим бомбардиром команды. По иронии судьбы, Тоди Йонссон родился в год последнего на тот момент чемпионства клуба.
Впоследствии форвард будет выступать в датских клубах «Лонгбю» и «Копенгаген». Выступление в одном из сильнейших клубов Дании станет венцом карьеры для игрока.
Как чемпиону своей страны «КИ» предстояло выступление в Лиге чемпионов УЕФА, сильнейшем футбольном клубном турнире Европы.
Имея один из самых низких рейтингов среди всех европейских чемпионатов, «КИ» начал выступление ещё в предварительном раунде. Команде достался дебютант турнира латвийский клуб «Сконто» из Риги. Несмотря на отсутствие опыта еврокубковых матчей у соперника, борьбы не получилось: «КИ» уступил сопернику 1:6 по сумме двух встреч. Утешить команду мог лишь тот факт, что и для «КИ» это был также дебют на европейской арене. Тем не менее, клуб смог получить важный еврокубковый опыт.

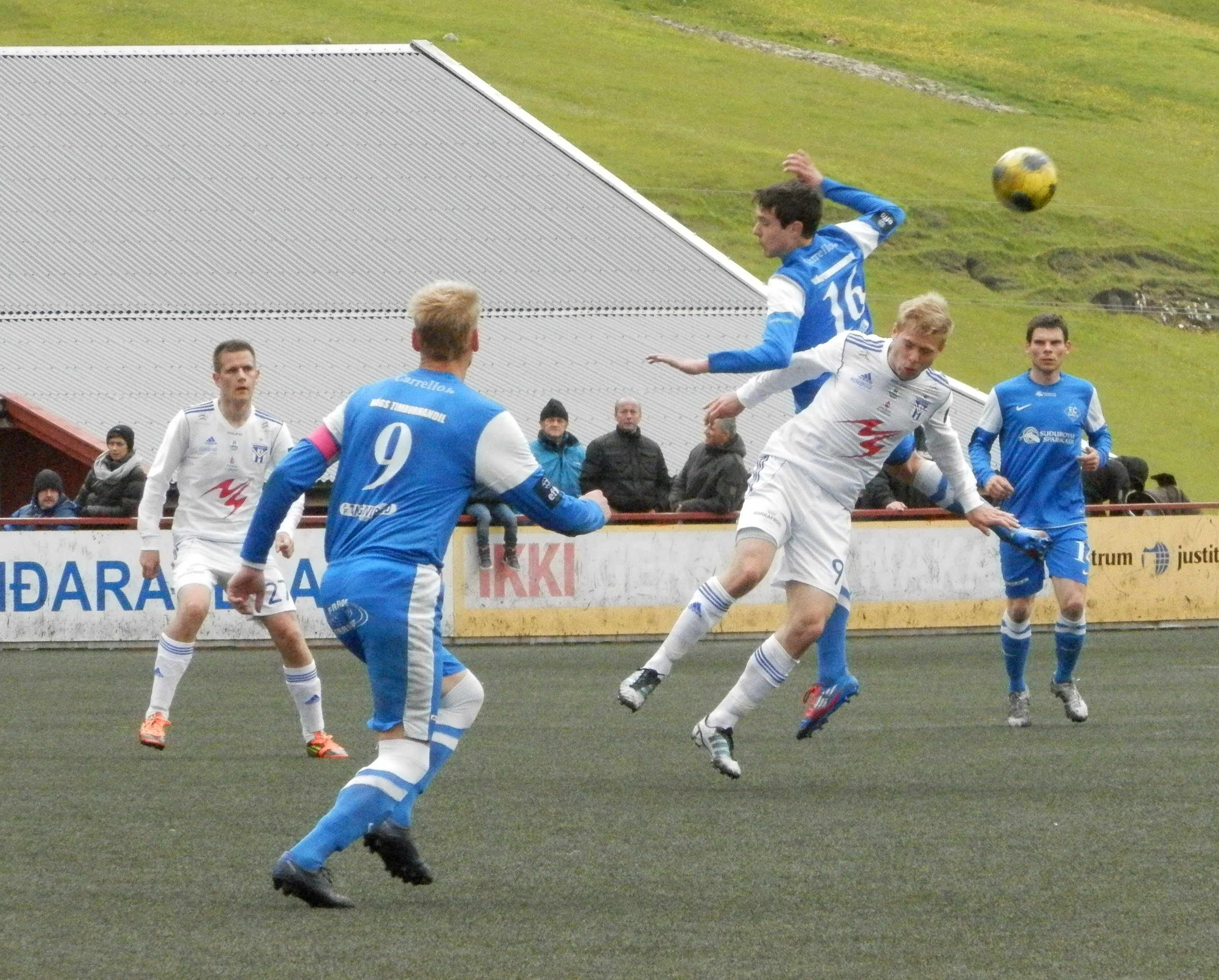
Игроки «Клаксвика» в гостевом матче против клуба «Судурой» (30 июня 2012)

В сезоне 1999 клуб в очередной раз стал чемпионом страны, доведя свой послужной список до 17 чемпионских титулов в общей сложности. Тем самым «КИ» стал рекордсменом национального первенства по числу завоеванных чемпионских титулов, обойдя своего давнего оппонента «ХБ» из Торсхавна. Однако последовавший затем игровой кризис команды вернет лидерство «ХБ» в заочном споре двух клубов.
Помимо чемпионства, в том сезоне «КИ» оформил т. н. «золотой дубль», присовокупив к победе в чемпионате викторию в национальном кубке.
В 2000-е годы команда успехами не блистала, расположившись в середине турнирной таблицы.
Длительный игровой кризис заставил руководство клуба вернуть в команду своих лучших воспитанников последних лет Тоди Йонссона и Атли Даниельсена. В июле 2009 года Йонссон и Даниельсен присоединились к команде. Однако даже усилий именитых воспитанников не хватило, чтобы удержать команду в турнире.
По итогам сезона 2009 «КИ» впервые в своей истории покинул высшую лигу.
Сезон 2010 клуб впервые начинал в Первом дивизионе. Команда не стала задерживаться в низшей лиге и в своем первом же сезоне оформила выход в высшую лигу. Неудачно стартовав, тем не менее, команда нашла в себе силы и решила поставленную задачу. «КИ» занял второе место, дающее право выхода в высшую лигу, пропустив вперед лишь чемпиона турнира клуб «07 Вестур». Отыграв один сезон в Первом дивизионе, команда вернулась в элиту.
В сезоне 2011 «КИ» вновь выступал в высшей лиге. Наставник команды, под чьим руководством клуб вернулся в высший дивизион, серб Александр Дордевич прививал команде остроатакующий стиль игры, что импонировало большинству поклонников клуба. Невзирая на слабую игру в обороне (50 пропущенных мячей — в среднем по два за матч), тем не менее, в нападении команда оставляла приятное впечатление. «КИ» занял пятую строчку в таблице, а нападающий клуба Кристофер Якобсен с 14 забитыми мячами стал лучшим бомбардиром команды. По окончании сезона Дордевич возглавил женскую команду «КИ», а новым наставником клуба стал исландец Поль Гудлагссон.
В сезоне 2012 года клуб продолжил стабильное выступление в чемпионате, заняв высокое четвёртое место. Мощная игра в атаке помогла «КИ» стать самой забивной командой в лиге (59 голов в 27 матчах). Лишь победа «Викингура» в национальном кубке лишила команду возможности сыграть в еврокубках в следующем сезоне.
Форвард клуба Палл Клетцкард с 22 забитыми мячами стал лучшим бомбардиром чемпионата, поделив первое место с бразильцем Клейтоном из клуба «ИФ».

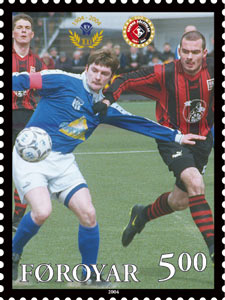
Памятная марка, посвященная столетию первого матча «Клаксвика» с принципиальным соперником «ХБ Торсхавн» (2011)

В последующие сезоны «КИ» не отличался выдающимися результатами, довольствуясь местами в нижней части турнирной таблицы.
Перед сезоном 2015 года команду возглавил бывший игрок национальной сборной Миккьял Томассен. «КИ» стал первым клубом Томассена в качестве главного тренера. Наставник привнес в команду новый стиль игры, мало знакомый большинству игроков. Однако со временем методика принесла свои плоды — команда стала выступать значительно лучше. Тяжело стартовав, тем не менее, к концу сезона команда набрала ход, демонстрируя яркий остроатакующий футбол. Пары очков не хватило команде, чтобы опередить извечного соперника «ХБ», занявшего в итоге четвертую строчку и попавшего в еврокубки.
Сезон 2016 «КИ» провел впечатляюще: до последнего тура команда боролась за чемпионское звание.
18 сентября 2016 года команда победила основного соперника в борьбе за титул «Викингур» в гостях со счетом 2:1. Оба мяча забил нападающий Поль Клеттскар, лучший бомбардир команды. Дорога к чемпионству, казалось, была открыта. Однако последовавшие затем две неудачи с «Б-36» и аутсайдером лиги «АБ Аргир» поставили крест на чемпионских амбициях клуба. «Викингур» не допустил осечек и стал новым чемпионом лиги, на одно очко опередив «КИ».
Клуб пользуется большой популярностью в регионе. Фан-клуб команды существует даже на родине заклятого врага «КИ» клуба «ХБ», столице островов Торсхавне.

## Достижения клуба
- Премьер Лига
  - Чемпион (21): 1942, 1945, 1952, 1953, 1954, 1956, 1957, 1958, 1961, 1966, 1967, 1968, 1969, 1970, 1972, 1991, 1999, 2019, 2021, 2022, 2023.
  - Вице-чемпион (12): 1947, 1951, 1962, 1963, 1971, 1973, 1974, 1975, 1996, 1998, 2016, 2017
- Кубок Фарерских островов
  - Победитель (6): 1966, 1967, 1990, 1994, 1999, 2016
  - Финалист (8): 1955, 1957, 1973, 1979, 1992, 1998, 2001, 2006
- Суперкубок Фарерских островов
  - Победитель (3): 2020, 2022, 2023

## Тренеры клуба
- Сольви Оскарссон (1972)
- Фриманн Вильхамссон (1973)
- Стейнбьорн Якобсен (1974)
- Ханс Эрик Лауманн (1976)
- Тони Пари (1978)
- Стейнбьорн Якобсен (1979)
- Петер Кордт (1980)
- Оле Хансен (1981)
- Йорген Маркуссен (1982)
- Йенс Хвидемосе (1983—1984)
- Петер Кордт (1985)
- Олведин Якобсен (1986)
- Стеффен Петерсен (1987)
- Йенс Хвидемосе (1988)
- Манни Хонесен (1989)
- Джон Сигурд Йонесен (1989)
- Петер Симонсен (1989)
- Джон Крамер (1990)
- Петур Мор (1991—1993)
- Сверри Якобсен (1994—1995)
- Йоханнес Якобсен (1996—1998)
- Тони Пари (1999)
- Томислав Сивич (2000—2001)
- Курт Моркоре (2002)
- Ян Йонесен &  Ольгар Даниэльсен (2003)
- Ове Флинт-Бьерг (2004—2005)
- Одбьорн Йонсен (2005)
- Тони Пари (2006—2007)
- Тригви Мортенсен (2007)
- Эйдун Клакстейн (2007—2008)
- Петур Мор (2008)
- Александр Дордевич &  Якуп Миккельсен (2009)
- Петур Мор (2009)
- Александр Дордевич (2010—2011)
- Поль Гудлагссон (2012—2013)
- Эйдур Клакстейн (2013—2014)
- Миччал Томассен (2015—2022)
- Магне Хосет (2022—2023)
- Хокон Лунов (2024)
- Эспен Хауг (2024—н.в)

## Статистика выступлений с 2000 года
| Сезон | Ранг | Турнир          | Место | И  | В  | Н  | П  | ГЗ | ГП | РГ  | Очки | Кубок        | Исход |
| ----- | ---- | --------------- | ----- | -- | -- | -- | -- | -- | -- | --- | ---- | ------------ | ----- |
| 2000  | 1    | Премьер лига    | 5     | 18 | 9  | 3  | 6  | 42 | 28 | +14 | 30   | 1/4 финала   |       |
| 2001  | 1    | Премьер лига    | 6     | 18 | 8  | 1  | 9  | 27 | 38 | -11 | 25   | Финалист     |       |
| 2002  | 1    | Премьер лига    | 3     | 18 | 10 | 3  | 5  | 45 | 25 | +20 | 33   | 4-е (группа) |       |
| 2003  | 1    | Премьер лига    | 5     | 18 | 7  | 3  | 8  | 29 | 30 | -1  | 24   | 1/2 финала   |       |
| 2004  | 1    | Премьер лига    | 4     | 18 | 6  | 8  | 4  | 25 | 24 | +1  | 26   | 1/4 финала   |       |
| 2005  | 1    | Премьер лига    | 7     | 27 | 7  | 4  | 16 | 40 | 52 | -12 | 25   | 2-й раунд    |       |
| 2006  | 1    | Премьер лига    | 4     | 27 | 12 | 9  | 6  | 54 | 39 | +15 | 45   | Финалист     |       |
| 2007  | 1    | Премьер лига    | 7     | 27 | 9  | 6  | 12 | 44 | 47 | -3  | 33   | 1/4 финала   |       |
| 2008  | 1    | Премьер лига    | 8     | 27 | 7  | 7  | 13 | 31 | 39 | -8  | 28   | 1/4 финала   |       |
| 2009  | 1    | Премьер лига    | 9     | 27 | 6  | 6  | 15 | 30 | 57 | -27 | 24   | 1-й раунд    |       |
| 2010  | 2    | Первый дивизион | 2     | 27 | 18 | 4  | 5  | 78 | 26 | +52 | 58   | 1-й раунд    |       |
| 2011  | 1    | Премьер лига    | 5     | 27 | 10 | 4  | 13 | 48 | 50 | -2  | 34   | 1/4 финала   |       |
| 2012  | 1    | Премьер лига    | 4     | 27 | 13 | 6  | 8  | 59 | 44 | +15 | 45   | 1/4 финала   |       |
| 2013  | 1    | Премьер лига    | 8     | 27 | 6  | 10 | 11 | 54 | 55 | -1  | 28   | 1/2 финала   |       |
| 2014  | 1    | Премьер лига    | 6     | 27 | 10 | 6  | 11 | 41 | 38 | +3  | 36   | 1/4 финала   |       |
| 2015  | 1    | Премьер лига    | 5     | 27 | 11 | 8  | 8  | 50 | 41 | +9  | 41   | 1-й раунд    |       |
| 2016  | 1    | Премьер лига    | 2     | 27 | 19 | 3  | 5  | 64 | 26 | +38 | 60   | Победитель   |       |
| 2017  | 1    | Премьер лига    | 2     | 27 | 14 | 10 | 3  | 50 | 26 | +24 | 52   | 1/2 финала   |       |
| 2018  | 1    | Премьер лига    | 4     | 27 | 16 | 3  | 8  | 48 | 25 | +23 | 51   | 1-й раунд    |       |
| 2019  | 1    | Премьер лига    | 1     | 27 | 21 | 3  | 3  | 62 | 19 | +43 | 66   | 1/2 финала   |       |
| 2020  | 1    | Премьер лига    | 3     | 27 | 19 | 5  | 3  | 72 | 25 | +47 | 62   | 1-й раунд    |       |

## Выступления в еврокубках
| Сезон   | Сезон   | Турнир                   | Раунд                   | Соперник          | Дома      | В гостях | Общий счёт |  |
| ------- | ------- | ------------------------ | ----------------------- | ----------------- | --------- | -------- | ---------- |  |
| 1992/93 | 1992/93 | Лига чемпионов УЕФА      | Предварительный раунд   | Сконто            | 1:3       | 0:3      | 1:6        |  |
| 1995/96 | 1995/96 | Кубок обладателей кубков | Предварительный раунд   | Маккаби Хайфа     | 3:2       | 0:4      | 3:6        |  |
| 1997/98 | 1997/98 | Кубок УЕФА               | Первый отборочный раунд | Уйпешт            | 2:3       | 0:6      | 2:9        |  |
| 1999/00 | 1999/00 | Кубок УЕФА               | Первый отборочный раунд | ГАК               | 0:5       | 0:4      | 0:9        |  |
| 2000/01 | 2000/01 | Лига чемпионов УЕФА      | Первый отборочный раунд | Црвена Звезда     | 0:3       | 0:2      | 0:5        |  |
| 2002/03 | 2002/03 | Кубок УЕФА               | Предварительный раунд   | Уйпешт            | 2:2       | 0:1      | 2:3        |  |
| 2003/04 | 2003/04 | Кубок УЕФА               | Предварительный раунд   | Мольде            | 0:4       | 0:2      | 0:6        |  |
| 2007    | 2007    | Кубок Интертото          | Первый раунд            | Хаммарбю          | 1:2       | 0:1      | 1:3        |  |
| 2017/18 | 2017/18 | Лига Европы УЕФА         | Первый отборочный раунд | АИК               | 0:0       | 0:5      | 0:5        |  |
| 2018/19 | 2018/19 | Лига Европы УЕФА         | Предварительный раунд   | Биркиркара        | 2:1       | 1:1      | 3:2        |  |
| 2018/19 | 2018/19 | Лига Европы УЕФА         | Первый отборочный раунд | Жальгирис         | 1:2       | 1:1      | 2:3        |  |
| 2019/20 | 2019/20 | Лига Европы УЕФА         | Предварительный раунд   | Тре Фиори         | 5:1       | 4:0      | 9:1        |  |
| 2019/20 | 2019/20 | Лига Европы УЕФА         | Первый отборочный раунд | Ритеряй           | 0:0       | 1:1      | 1:1г       |  |
| 2019/20 | 2019/20 | Лига Европы УЕФА         | Второй отборочный раунд | Люцерн            | 0:1       | 0:1      | 0:2        |  |
| 2020/21 | ЛЧ      | Лига чемпионов УЕФА      | Первый отборочный раунд | Слован Братислава | +:-       | -        | 3:0        |  |
| 2020/21 | ЛЧ      | Лига чемпионов УЕФА      | Второй отборочный раунд | Янг Бойз          | -         | 1:3      | 1:3        |  |
| 2020/21 | ЛЕ      | Лига Европы УЕФА         | Третий отборочный раунд | Динамо Тбилиси    | 6:1       | -        | 6:1        |  |
| 2020/21 | ЛЕ      | Лига Европы УЕФА         | Раунд плей-офф          | Дандолк           | -         | 1:3      | 1:3        |  |
| 2021/22 | 2021/22 | Лига конференций УЕФА    | Первый отборочный раунд | РФС               | 2:4, д.в. | 3:2      | 5:6        |  |